# Contrôle des changes
 (mai 2011).
Si vous disposez d'ouvrages ou d'articles de référence ou si vous connaissez des sites web de qualité traitant du thème abordé ici, merci de compléter l'article en donnant les références utiles à sa vérifiabilité et en les liant à la section « Notes et références ».

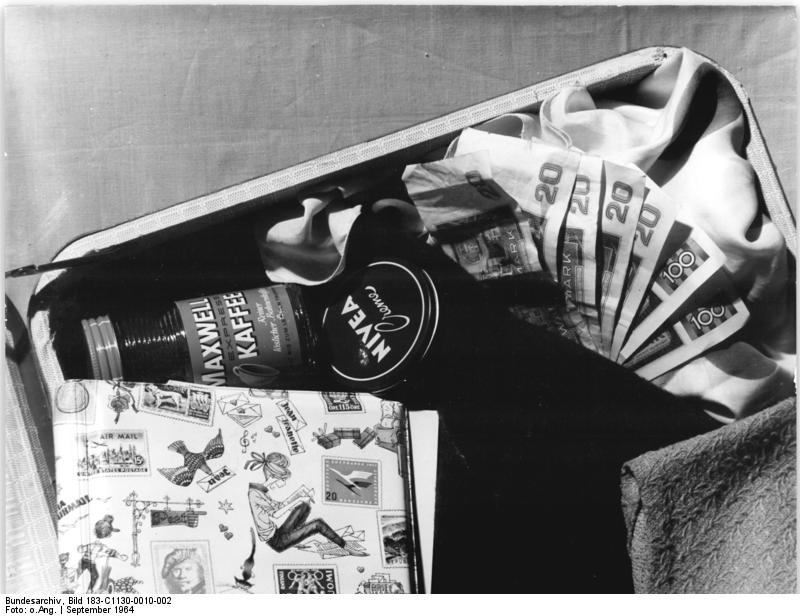
Illustration du contrôle des changes

Le contrôle des changes est un instrument conçu pour lutter contre la fuite des capitaux et la spéculation, consistant plus particulièrement en des mesures prises par un gouvernement pour réglementer l'achat et la vente de monnaies étrangères par ses ressortissants.
Cette mesure est apparue à la suite de la Première Guerre mondiale, du fait de la tourmente économique entraînée par celle-ci. 

## Mécanismes
Les mécanismes utilisés habituellement comprennent :
- l'interdiction d'utiliser une devise dans le pays ;
- l'interdiction aux citoyens d'un pays de détenir des devises étrangères ;
- la limitation des opérations de change aux seuls opérateurs agréés par le gouvernement ;
- la mise en place de taux de change fixes ;
- la limitation du montant en devise que l'on peut importer ou exporter.

## Contrôle des changes et mondialisation
Les pays où existe un contrôle des changes sont connus sous le nom de « pays de l'article 14 », selon le nom de la disposition figurant dans l'accord du Fonds monétaire international permettant un mécanisme de contrôle des changes pour les économies en situation transitoire. Ces contrôles des changes ont été largement répandus dans le monde, notamment dans les pays les plus pauvres, jusqu'aux années 1990 où la liberté du commerce et la mondialisation ont réorienté l'économie mondiale vers une approche plus libérale, de sorte qu'aujourd'hui les pays imposant un contrôle des changes sont l'exception plutôt que la règle.

## Contrôle des changes en France
Le contrôle des changes voit le jour en France après la Première Guerre mondiale. Il réapparaît ensuite entre 1939 et 1967, période pendant laquelle le Fonds de stabilisation des changes a la haute main sur tous les échanges de devises[source insuffisante].
Après une très courte interruption, le contrôle des changes est rétabli en France « à titre provisoire » dès 1968, et se maintient ensuite jusqu'en 1984, où le régime s'assouplit. Jacques Delors l'assouplit en supprimant le carnet de change qui freine le tourisme (qui compense la désindustrialisation de la France). Mais son affaiblissement ainsi que son pendant, le contrôle des capitaux, accéléreront les investissement des sociétés à l'étranger, soit à cause de coûts plus bas, soit pour d'autres raisons financieres ou commerciales, le gouvernement ne devant plus autoriser ces investissements, ni ne pouvant les contrôler par le contrôle des changes. En 1989, le décret de 1968 réinstaurant le contrôle des changes est finalement aboli.